# Marcus Haber
Marcus Haber (Vancouver, 11 gennaio 1989) è un calciatore canadese, attaccante del Nongbua Pitchaya in prestito dal Chonburi.

## Carriera

### Club
Marcus Haber cresce nelle giovanili dei Vancouver Whitecaps e del Groningen.
Veste poi le maglie di West Bromwich, Exeter City, St. Johnstone e quella dello Stevenage.

### Nazionale
Haber ha giocato per quattro delle rappresentative giovanili dell'Canada: Canada under 16, Canada under 17, Canada under 20 e Canada under 23.
L'8 ottobre 2010 esordisce in nazionale maggiore nel pareggio 2-2 contro l'Ucraina.

## Palmarès

### Club

#### Competizioni nazionali
- Campionato cambogiano: 1

Svay Rieng: 2023-2024

### Individuale
- Capocannoniere del campionato cambogiano: 1

2023-2024 (31 reti)